# 오존홀

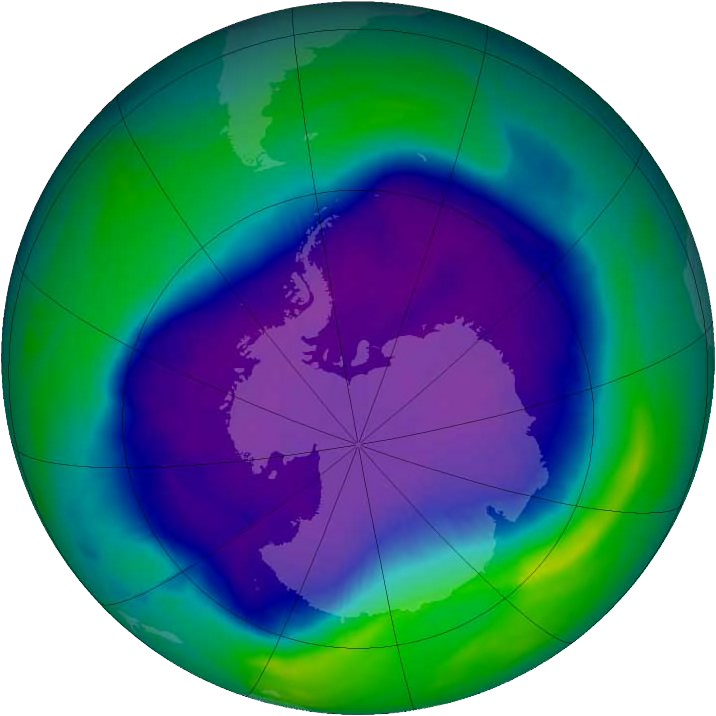
오존홀 (2006년 10월)

오존홀(Ozone Hole) 또는 오존구멍은 높은 함량의 오존이 존재하는 오존층의 오존량이 과거에 비해 상대적으로 적어진 범위를 말한다.

## 영향
오존층은 태양이 방출하는 자외선으로부터 지구를 보호하고 있는데, 오존홀이 생기면서 오존의 농도가 옅어지게 되어 자외선 투과율이 높아지게 되면 식물의 엽록소가 감소하고 광합성 작용 또한 억제되며 가축의 암 발생률이 높아지고 식물성 플랑크톤의 광합성 작용이 억제되어 수중생물의 먹이연쇄가 파괴될 우려가 있다. 오존홀은 산업공해로 인해 생긴 것으로, 각종 냉각장치에 사용되는 냉매제인 프레온 가스(염화불화탄소), 비행기나 자동차에서 내뿜는 일산화질소 등이 오존홀 생성의 주범이다.

## 역사
1966년 영국의 남극탐사대가 남극 대기권의 오존층에서 구멍을 발견하였고, 독일 막스플랑크연구소에서 위성 관측을 통해 오존홀이 계속해서 커지고 있음을 확인하였다. 이에 1974년 셔우드 롤런드는 냉장고 등의 냉매로 사용되는 프레온 가스가 오존층을 파괴한다는 가설을 제기했고 이후 이에 대한 연구가 진행되고 사실로 규명됨에 따라 1987년 오존층 파괴물질을 규제하는 몬트리올 의정서가 채택되었으며 1995년 프레온 가스의 오존층 파괴 규명 연구에 참여한 셔우드 롤런드, 마리오 몰리나, 파울 크루첸이 노벨 화학상을 타게 됐다.
이에 스웨덴은 1978년 1월 29일 세계에서 처음으로 CFC가 함유된 에어로졸 스프레이의 사용을 금지했다. 그러나 다른 국가들은 이에 동참하지 않았고, 프레온 가스가 오존층을 파괴한다는 명확한 과학적 근거가 부족하다고 주장하는 사람들도 많았다. 그러다 미국의 기상위성 님부스 7호가 남극의 오존층 파괴 사진을 촬영하여 공개하면서 큰 파문이 일었다. 결국 선진국들은 오존층 보호를 위하여 1985년 빈협약을 체결한 데 이어 1987년 오존층 파괴 물질의 생산과 사용을 규제하는 몬트리올 의정서를 체결했다. 이 기간에도 프레온가스가 오존층을 파괴한다는 가설이 완벽하지 않다는 주장이 계속 제기되었다. 그럼에도 불구하고 급격한 오존층 파괴 속도에 경각심을 느낀 국제사회는 몬트리올 의정서에 따라 선진국은 1996년부터 오존층 파괴 물질의 생산 및 수입이 금지되었으며, 개발도상국은 1997년부터 단계적으로 감축해 2010년에는 사용이 완전 금지되었다.
대한민국도 몬트리올 의정서의 가입국이며 가입 당시 개발도상국의 지위에 따른 의무 규정에 따라 2010년부터 기존 생산분과 일부 예외적인 경우를 제외하고는 생산 수출입이 완전히 금지되었다.
이러한 전 세계적인 노력으로 오존량 감소는 2010년에 와서 중단되었고 이후 회복되고 있는 것이 확인되었다. 오존층 평가에 참여한 300명의 과학자들은 오존층 복원이 예상보다 빨리 진척돼 2045년에서 2060년 사이에 1980년 수준으로 회복될 것으로 내다봤다.

## 북극의 오존홀
2011년 북극에서 처음으로 오존홀이 발견되었다. 미국과 일본 연구진 참여 공동연구팀은 지난 2일 과학학술잡지 네이처 인터넷판에 기고한 연구논문을 통해 북극의 성층권에서 2011년 10월 2일, 4월 상순 오존층의 40%가 사라져 스칸디나비아반도, 러시아 시베리아 북부, 그린란드 등에 걸쳐 폭 1000km, 길이 3000km 규모의 오존구멍이 형성된 사실을 확인했다고 밝혔다. 이 구멍은 한때 동유럽과 러시아, 몽골로 이동하면서 주민들이 유해 자외선에 노출됐던 것으로 알려졌다.
북극의 성층권은 남극에 비해 온난기류가 유입되기 쉬워 남극만큼 심각한 오존층 파괴는 이뤄지지 않을 것으로 예상돼 왔다. 하지만 겨울 한랭화가 이례적으로 장기화되어 매년 30% 수준이던 오존층 파괴가 40%를 넘어섰다. 특히 지상 18~20km 상공에서는 오존이 80%가량 사라진 것으로 추정됐다.

## 같이 보기
- 오존
  - 오존층